# Saint-Julien-l'Ars
Saint-Julien-l'Ars is een gemeente in het Franse departement Vienne (regio Nouvelle-Aquitaine) en telt 2148 inwoners (2005). De plaats maakt deel uit van het arrondissement Poitiers.

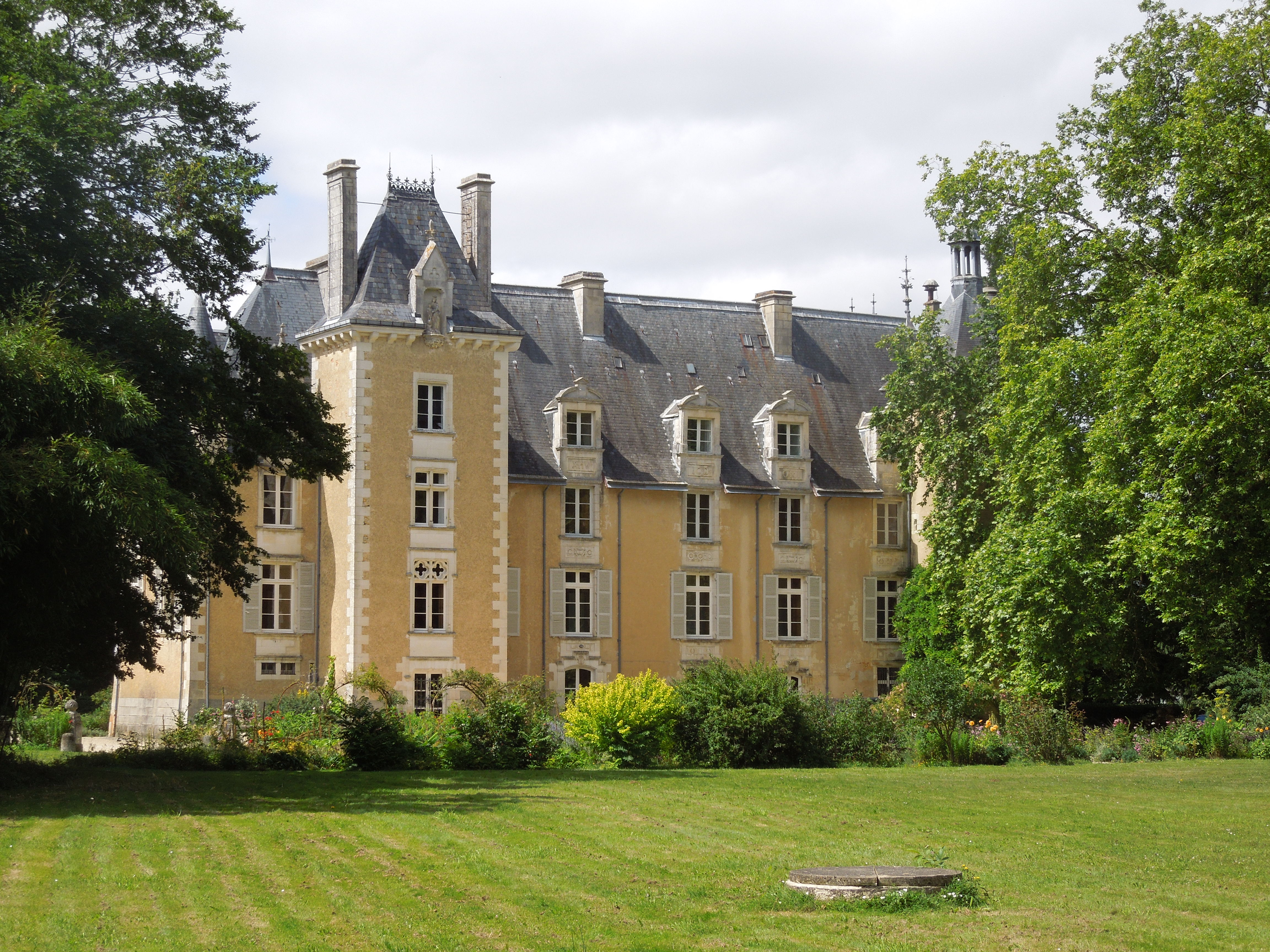
Kasteel van Saint-Julien
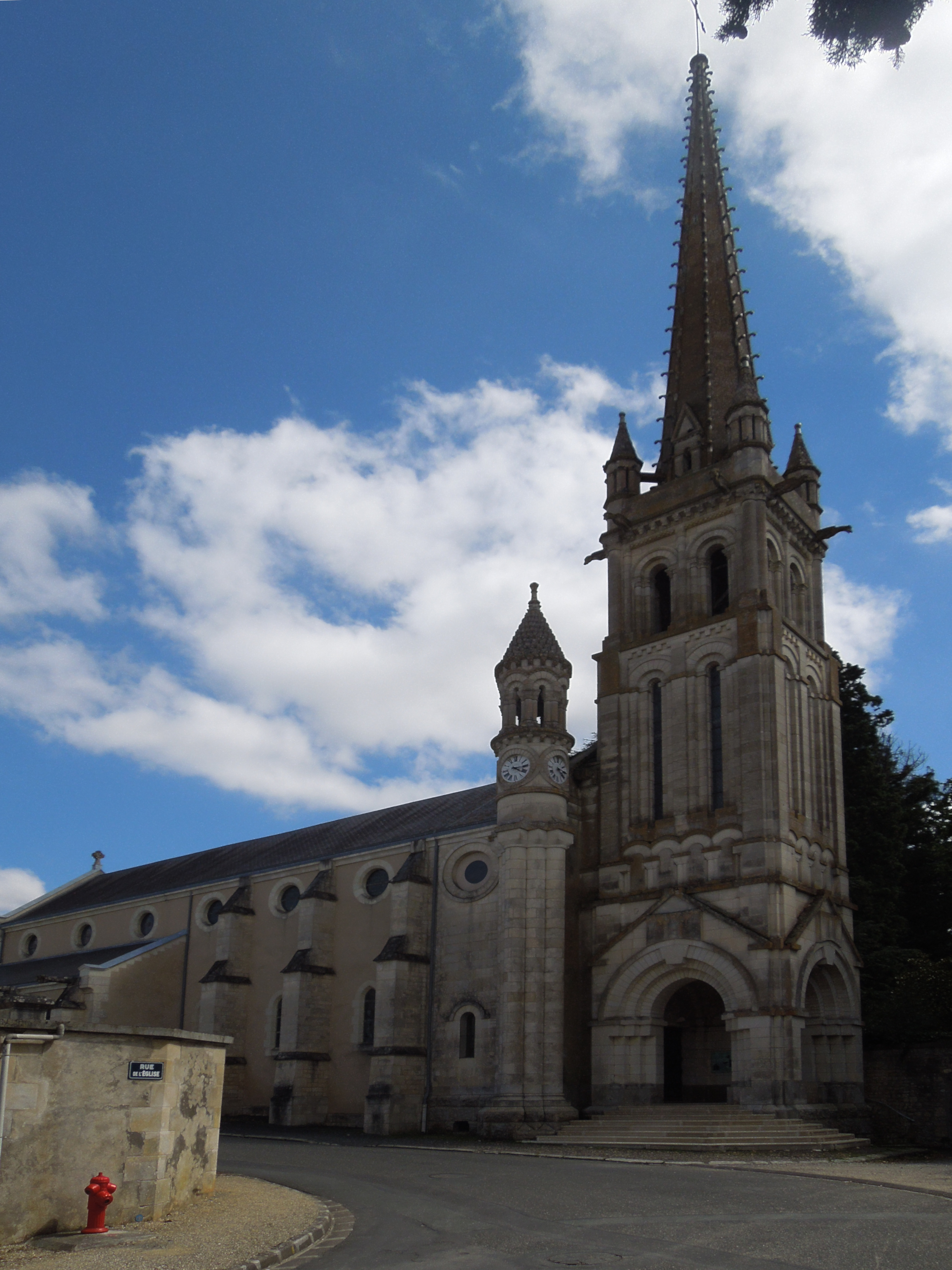
Kerk van Saint-Julien-l'Ars

## Geografie
De oppervlakte van Saint-Julien-l'Ars bedraagt 18,5 km², de bevolkingsdichtheid is 116,1 inwoners per km².
De onderstaande kaart toont de ligging van Saint-Julien-l'Ars met de belangrijkste infrastructuur en aangrenzende gemeenten.

## Demografie
Onderstaande figuur toont het verloop van het inwonertal (bron: INSEE-tellingen).